# DR Automobiles
DR Automobiles Groupe (anteriormente conocido como DR Motor Company o simplemente DR Motor) es una marca italiana de automóviles fundada en 2006 en Macchia d'Isernia, en Molise, por Massimo Di Risio.
La empresa importa componentes automovilísticos producidos por las marcas chinas Chery Automobile y JAC Motors, los ensambla con licencia y los comercializa con los nombres de cuatro marcas (DR, EVO, Sportequipe, ICKX) en las propias sedes italianas, también para alquilar. Forma parte del consorcio DR Automobiles Groupe, marca que fue propiedad de Di Risio, fundada en 1995 que importa y distribuye automóviles de varias marcas (entre ellas Saleen S7, de la  cual tenía la licencia de comercialización europea hasta que cesó la producción del modelo).

## Historia

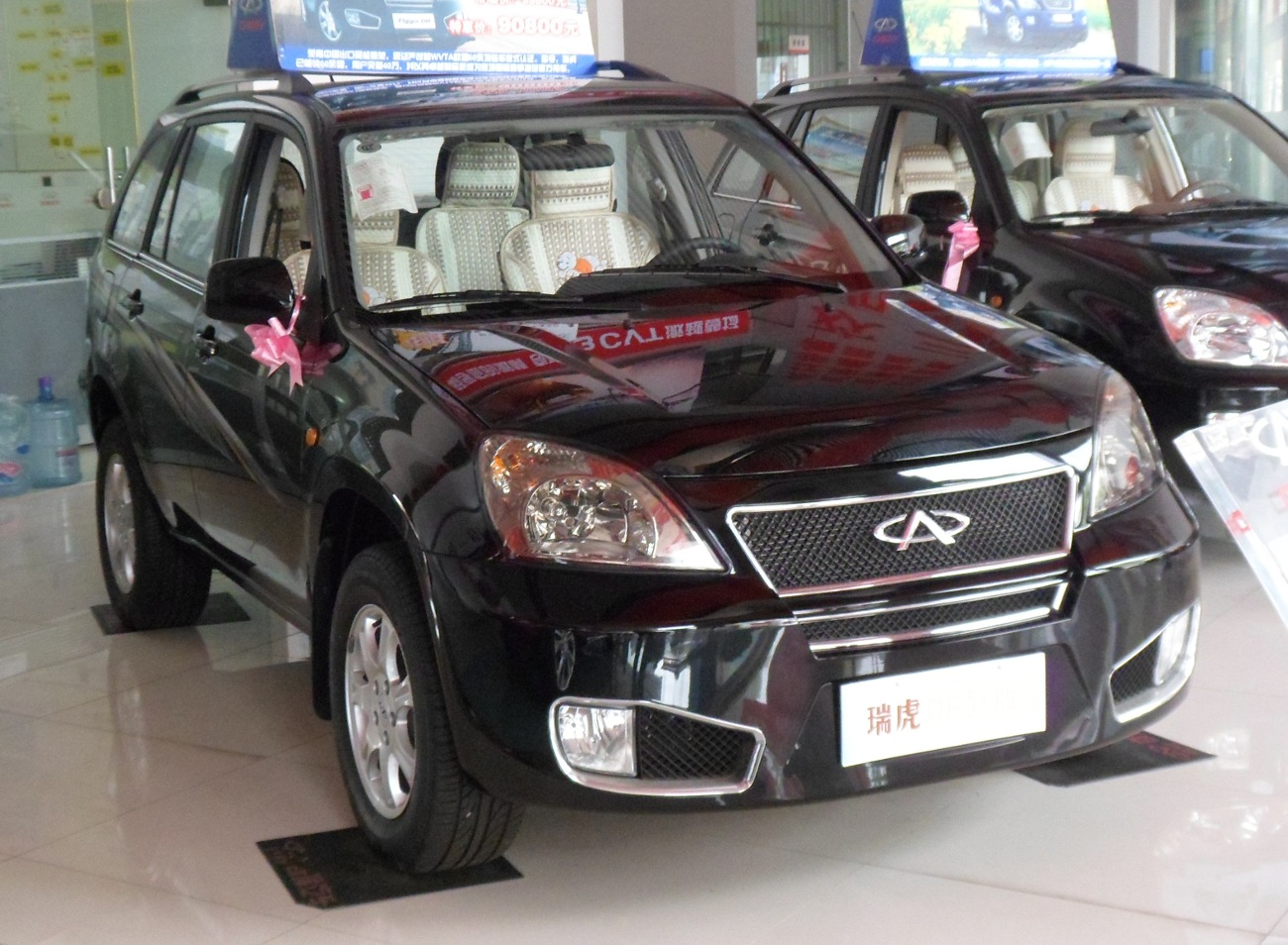
SUV chino Chery Tiggo, vehículo del cual se deriva el primer automóvil fabricado por DR, el DR 5 de 2007.

### Los orígenes de la marca
En 2006 Massimo Di Risio, propietario de un importante concesionario del grupo Fiat, que fundó la marca Katay, que se dedicaba a importar los vehículos fabricados por Gonow (Zhejiang Gonow Auto Co., Ltd vinculado al GAC Group) dalla Cina, funda la "DR Motor Company" e inicia la distribución de modelos producidos por Chery Automobile, con el nombre de DR, iniciales del apellido de emprendedor molisano. El primer producto de DR puesto en el mercado fue el SUV compacto DR 5, versión remozada del Chery Tiggo chino, lanzado al mercado en 2007 permaneciendo en catálogo, con varias evoluciones, hasta 2020.
El grupo empresarial entra de inmediato en negociaciones con Bertone para salvar al carrocero piamontés de la difícil situación en la que se hallaba, adquiriendo totalmente o participando en una nueva sociedad. Sin embargo, posteriormente la dirección de Bertone opta por vender su propia factoría de Grugliasco al grupo Fiat.
Inicialmente, la venta de automóviles se llevó a cabo mediante un acuerdo con una red de supermercados e hipermercados. Más tarde se dotó a la DR de una propia red de venta y oficinas.

### Los años 2010
La empresa posee una factoría, con una producción para montaje de algunos componentes procedentes de China e instalaciones de gas, con la producción prevista en 2010 de unos cien automóviles diarios en Macchia d'Isernia. Desde 2010 se ha mejorado la red de asistencia post-venta bajo la dirección de Enrico Romano (ex administrador de Jaguar Italia y exasesor de Ferrari).
La DR entró en negociaciones para hacerse con la factoría de FIAT ubicada en Termini Imerese, de la que la marca turinesa se retiró a partir de 2012. Además, ha estado durante largo tiempo en negociaciones con el grupo Fiat Industrial, para hacerse con la factoría arianesa de Iveco Bus en el Valle de Ufita, antes de abandonar para mirar hacia la fábrica siciliana. Tras largas negociaciones con los ayuntamientos, gobierno y sindicatos, la DR había llegado a un acuerdo para asegurarse la gestión del establecimiento, junto con otras empresas, con una inversión global de 341 millones de euros para la recalificación de la fábrica.
En marzo de 2013 la situación aún estaba en punto muerto y la DR aún no había adquirido la factoría de Termini Imerese; posteriormente la situación general empeoró: la necesidad de sostener y renegociar la deuda con los bancos condujo a la solicitud de un procedimiento concursal llevada a cabo por la sociedad en mayo y validada por el Tribunal de Isernia en diciembre de 2013 que ha refrendado el inicio oficial de un procedimiento concursal, aunque sea en continuidad productiva.
Tras superar esta crisis, en 2016 DR intenta relanzarse estrechando lazos con la entidad china JAC Motors, uniéndose a la que tenía previamente Chery.

### Años 2020, el relanzamiento
En el año 2020 el constructor molisano decide diversificar su oferta de productos: la marca DR, queda reubicada en un segmento de mercado más alti (gracias a la comercialización de productos de calidad superior), se vincula a la inédita marca EVO, con la cual el grupo molisano pretende mantener precios bajos frente a dotaciones ricas. En 2021 supera una plusmarca de ventas para la casa molisana con más de 8.000 matriculaciones. 2022 es un año de oro para DR Automobiles, con casi 25.000 vehículos nuevos matriculados y una cuota de mercado en Italia equivalente al 1,86%, mientras que la facturación se elevó a 448 millones de euros. Además, la firma molisana debuta en el mondo del alquiler de coches en colaboración con FCA Bank, lanzando dos nuevas marcas: ICKX y Sportequipe, adquiriendo de Fabia Maserati la histórica marca OSCA, y empieza a entrar en Europa (España, Francia y Bulgaria).

## Modelos fabricados

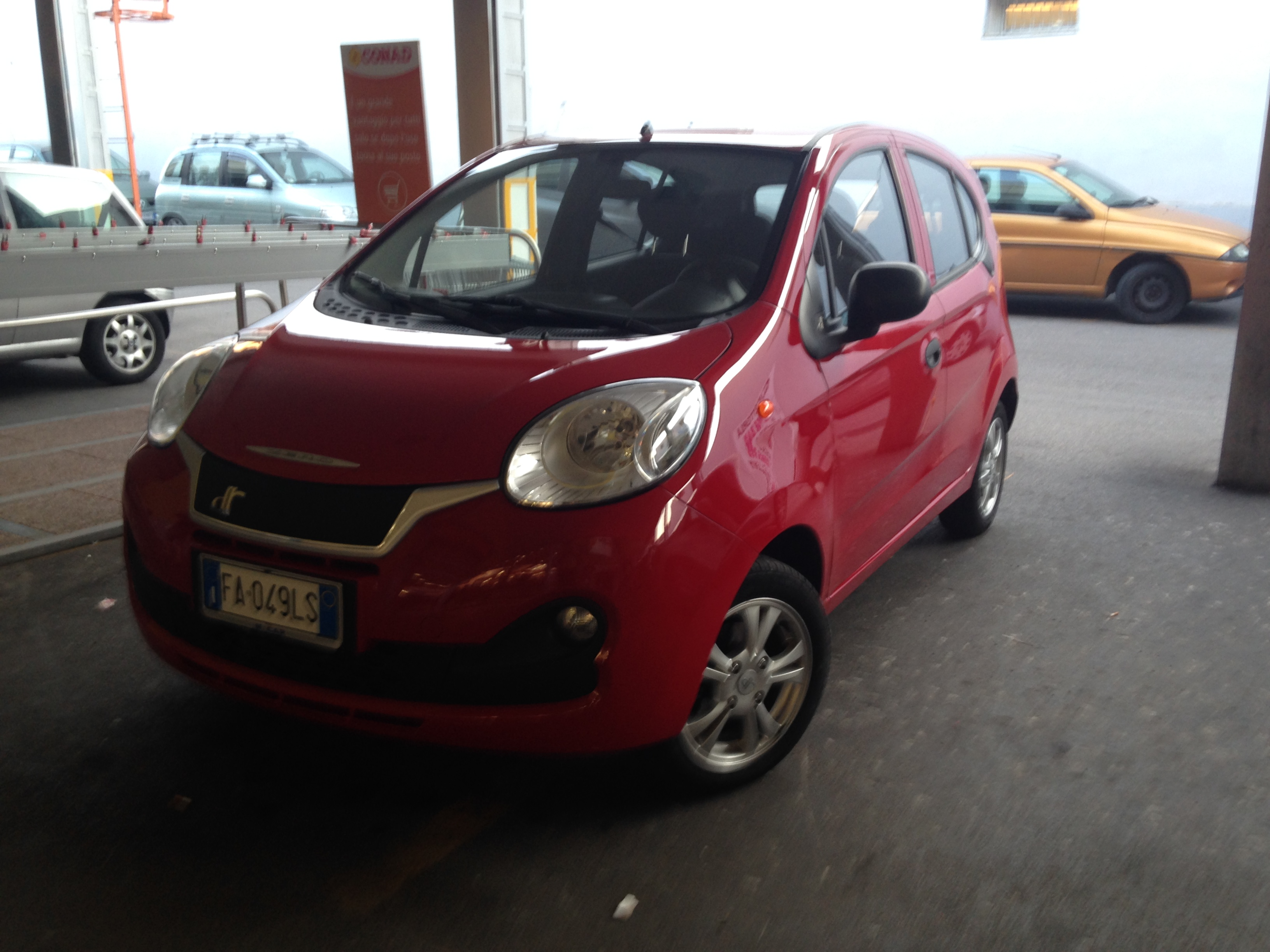
Dr. Cero 2016

El primer coche comercializado por la firma es un SUV compacto del segmento C, el DR5, versión remozada y rehomologada, según los cánones europeos, del Chery Tiggo. El DR5 fue presentado, junto con la versión de tres puertas DR3, como prototipo en el 31º Salón de Bolonia en 2006. En realidad, el DR3 pese a ser similar al DR5 no era más que una versión remozada del Jonway UFO de tres puertas producida por el fabricante chino Jonway.
El primer ejemplar del DR5 nace el 15 de noviembre de 2007 ensamblado en kit  en Macchia d'Isernia con componentes importados de la factoría Chery en China. Era un coche dotado de motores Chery Acteco a gasolina trasformados a gas y del Diesel 1.9 Multijet de origen Fiat. En cambio, el DR3 estaba destinado a ser ensamblado en la factoría de Bertone en Grugliasco, pero debido al fracaso de las negociaciones no llegó a fabricarse.
Al terminar el año 2008, con motivo del Salón de Bolonia, fueron presentados dos modelos más: una nueva versión del DR3, siempre basada en el modelo de Jonway pero restilizado, y el urbano DR1, derivado del modelo Chery Riich M1, marca integrada en el grupo Chery Automobile. En este caso, tampoco el DR3 entró en producción.
En Ginebra se presentó también el DR2, un pequeño monovolumen de 5 puertas, versión del Chery A1 con la marca DR, que sale al mercado en el segundo trimestre de 2010. En el Salón de Bolonia de 2010 se presentaron dos estrenos mundiales y uno nacional: un nuevo DR3, en versión berlina de cinco puertas obtenida del Chery Fulwin 2; el DR Citywagon: una pequeña ranchera basada en el DR1, previamente presentada como prototipo en Ginebra con el nombre Dr SW21; y finalmente el DR1 Eléctrico (basado en el Chery Riich M1 EV). Sin embargo, ninguno de estos vehículos saldrá al mercado, quedando todos como conceptuales.
En agosto de 2013 se presentó el DR City Cross, un coche de reducidas dimensiones con la apariencia externa de crossover y con altura elevada. El DR CityCross es la versión DR del Chery X1, una versión ranchera y de aspecto campero del DR1.
En 2014, cesa la fabricación de los modelos DR1 y DR2 como consecuencia de la baja demanda, y se presenta el restilizado del DR5 basado en el Chery Tiggo. Al año siguiente, al haber haber quedado la marca sin representación en el segmento de los utilitarios compactos tras el cese de producción del DR1 y del DR2, la casa presenta el pequeño DR Zero, versión DR del Chery QQ de segunda generación.
Con el lanzamiento del DR Zero termina el ensamblaje de componentes de Chery en la factría de Macchia d’Isernia de los coches que desde aquel momento fueron importados ya “terminados” y fabricados en China, limitando las modificaciones, respecto a los modelos originales, a un simple cambio de la calandra frontal y del logotipo de marca.
La caída de las ventas, que pasaron del máximo de 4.936 unidades en 2010 a las 2.942 en 2011 hasta caer a solamente 463 unidades en 2013, impulsó la decisión de importar de Cina los coches ya terminados y como consecuencia despedir a una gran parte de la plantilla, que a finales de 2015 a solamente 30 personas, de las cuales 10 obreros.
Con el objetivo de reanimar las ventas, llegaron a un acuerdo con la firma china JAC Motors para suministrar un modelo de crossover compacto, junto con los modelos de origen Chery.
En el Salón de Bolonia de 2016 la DR Motor presenta, además del DR Zero WR, los nuevos crossover DR3 (derivado del Chery Tiggo 3X), DR4 (derivado del JAC S3), DR Evo 5 (derivado del Chery Tiggo 3, en la práctica un restilizado del anterior DR5), y el modelo insignia DR6 (derivado del Chery Tiggo 5). Además, se añade a la  lista el inédito DR5 Anniversary, que "celebra" los 10 años de la primera serie del DR5. Estos nuevos modelos, entran todos en la lista entre 2017y 2018, siendo factores clave del aumento de las ventas de la marca que, tras haber tocado fondo con la ínfima cota de 360 unidades en 2014 (con ventas solo di poco superiores en los tres años siguientes) y haber afrontado una gravísima crisis, remonta y en 2018 se alcanzan los 1.501 vehículos vendidos, lo que resulta casi cuatro veces respecto al año precedente, con lo que la marca vuelve a acercarse a los buenos resultados obtenidos a finales de la década anterior. La tendencia continúa también al año siguiente, con DR que alcanza los 3.793 automóviles, obteniendo una cota superior al doble respecto al año anterior.
En el Salón de Ginebra de marzo 2019 se presentó el DR3 EV, versión con motor eléctrico del DR3 basado en el Chery Tiggo 3xe; según la casa, es un coche dotado de una autonomía de unos 400 km y propulsado por un motor eléctrico síncrono con imanes permanentes que proporciona 122 CV de potencia y 276 Nm de par máximo. Las baterías son de iones de litio con una capacidad de 54,3 kWh. El DR3 EV es el primero de tres eléctricos que la casa molisana ha programado para comercializar entre 2019 y el año siguiente, siguiendo de este modo la tendencia general del mercado que impulsa hacia la electrificación cada vez con más fuerza. En el mismo año cesa la producción del urbano DR Zero, sin un modelo sucesor, dejando la gama en sólo los cuatro SUV introducidos previamente.
2020 fue un año de gran importancia para DR: primero, el DR Evo 5 cambia su denominación a simplemente DR EVO; a continuación debuta en el mercado el nuevo DR 5.0 (versión con el anagrama DR y ligeramente modificada del SUV compacto chino Chery Tiggo 5x). En abril de 2020 se presentó el pequeño SUV eléctrico EVO Electric (donde EVO identifica la marca de bajo coste de DR), versión con la marca DR del chino JAC iEV40 y primer coche eléctrico de la marca, mientras que al final del mes siguiente los SUV DR 4, DR EVO y DR 6 salen del catálogo de DR para pasare a la marca EVO bajo los respectivos nombres de EVO 4, EVO 5 y EVO 6. A principios de junio la gama ve la presentación del nuevo SUV F35, versión modificada del SUV chino Chery Tiggo 7 (en su versión restilizada, conocida como Tiggo 7 Fly) che resulta e nuevo producto insignia de la marca, lo que confirma el aumento delos estándares. Además, a finales de año debuta el 5.0 con motor 1.5 turbo e cambio automático a doble embrague. Las ventas quedan fijadas en 3.485 unidades, también cayeron a causa de la pandemia de COVID-19.
En 2021 hacen su debut en el Milano Monza Open-Air Motor Show la versión actualizada del 5.0, con algunas modificaciones estéticas y un interior completamente rediseñado, y el nuevo SUV 6.0 (basado en el Chery Tiggo 7 Pro) que se convierte en el nuevo buque insignia de la marca. El DR 6.0 monta el motor 1.5 turbo gasolina con cambio CVT de 9 velocidades y está disponible con alimentación bi-combustible gasolina/GLP. Además, a finales de año la versión no actualizada del 5.0 pasa a llamarse 4.0 y adopta una nueva calandra delantera. Las ventas alcanzan una nueva plusmarca, con 8.362 unidades, resultato más del doble que las del año precedente. Al año siguiente se prevé inicialmente la puesta en el mercado de los 5.0 y 6.0 presentados en 2021; sin embargo, en el Milano Monza Open-Air Motor Show se presentaron el DR 3.0 (evolución del DR 3) y el nuevo SUV 7.0 (che se coloca en lo más alto de la gama): su salida al mercado estaba prevista para finales de año; además, durante el verano del mismo año se incorpora al catálogo el DR 5.0 con cambio automático CVT, mientras que el 4.0 con cambio automático queda descatalogado. Asimismo, en 2022 la casa molisana supera de nuevo la cota máxima de ventas, que vende casi 25000 coches llegando casi a triplicar el registro de vehículos vendidos el año anterior.
Empieza 2023 con numerosas novedades: además de la puesta en el mercado de los tres vehículos presentados en el Milano Monza Open-Air Motor Show en 2022 (los SUV 3.0 y 7.0), se registra el regreso al segmento de los coches urbanos con la nueva generación del DR 1.0, urbano eléctrico sobre la base del Chery eQ1 y primer eléctrico de la marca puesto en el mercado, y el debut absoluto en el sector de las camionetas de caja abierta con el DR PK8 (basado en el JAC T8 Pro y dotado de propulsores turbodiésel), mientras que en el mismo año queda descatalogado el SUV F35, sustituido en la gama por el 5.0 y el 6.0.

## Vehículos
| Año  | Unidades matriculadas |
| ---- | --------------------- |
| 2007 | 21                    |
| 2008 | 1.908                 |
| 2009 | 2.326                 |
| 2010 | 4.936                 |
| 2011 | 2.942                 |
| 2012 | 711                   |
| 2013 | 465                   |
| 2014 | 360                   |
| 2015 | 446                   |
| 2016 | 478                   |
| 2017 | 416                   |
| 2018 | 1.501                 |
| 2019 | 3.793                 |
| 2020 | 3.476                 |
| 2021 | 8.362                 |
| 2022 | 24.480                |
| 2023 | 36.193                |

### Modelos actualmente en el mercado
| Modelo | Año  | Alimentación          | Observaciones                    |
| ------ | ---- | --------------------- | -------------------------------- |
| DR 1.0 | 2023 | Eléctrico             |                                  |
| DR 3.0 | 2023 | Gasolina Gasolina/GLP | De 2018 a 2022 vendido como DR 3 |
| DR 4.0 | 2021 | Gasolina Gasolina/GLP |                                  |
| DR 5.0 | 2020 | Gasolina Gasolina/GLP |                                  |
| DR 6.0 | 2022 | Gasolina Gasolina/GLP |                                  |
| DR 7.0 | 2023 | Gasolina Gasolina/GLP |                                  |
| DR PK8 | 2023 | Diésel                |                                  |

### Modelos que ya no se fabrican

#### Modelos sobre base Chery
- DR 1 (2009-2014)
- DR 2 (2010-2014)
- DR City Cross/City Van (2013-2016)
- DR Zero (2015-2019)
- DR 5 (2007-2020)
- DR 6 (2017-2020)
- DR F35 (2020-2023)

#### Modelos sobre base  JAC
- DR 4 (2017-2020)

## Estrategia comercial

### Difusión
Para la distribución comercial en Italia del DR5, la DR Motor ha firmado un acuerdo con la cadena de hipermercados Iper, ya que la empresa carecía de una verdadera red de distribución. Por esta razón, sus vehículos podían adquirirse a través de los puntos de venta e información dentro de los hipermercados. Esta elección se debía también a que la propia DR necesitaba darse a conocer por una extensa clientela. También era posible adquirirlos directamente en la factoría de Macchia d'Isernia y en las sedes de Campobasso y Pescara.
En diciembre de 2009, al mismo tiempo que lanza al mercado el DR1, la DR Motor Company inaugura su propia red de distribución en Italia, poniendo fin al contrato con el Grupo Finiper. En 2011 formaban la red setenta concesionarios y más de cien talleres autorizados. Superado el periodo de crisis que se extendió desde inicios a la mitad de los años 2010, la red dedicada a la distribución de automóviles DR ha experimentado un gran aumento, superando la cota de 200 concesionarios y 250 talleres autorizados al terminar el año 2021.
En diciembre de 2010, DR Motor promueve la campaña "Ambassador DR": la casa aplica un sustancioso descuento al modelo DR1 y permite al cliente pagar parte del coche a condición de que recomiende y permita la compra de un coche nuevo de la gama DR a alguien conocido y que se conserven los distintivos y adhesivos DR (presentes a lo largo de la carrocería del coche) durante un año como mínimo.
Desde el mes de mayo de 2022 DR está presente en el sector del alquiler de coches, junto con FCA Bank: la oferta de alquiler a largo plazo incluye, además de la marca principal DR, también a las marcas de  gama alta del grupo, estas son: Sportequipe e ICKX y desde diciembre de 2022 también a la marcha EVO.

## Mercado exterior
Los vehículos DR se comercializan en varios países de la Unión Europea y en particular: Bulgaria; Francia (1 distribuidor); España. Solamente en España se han sumado en el año 2022 1.000 matriculaciones.

## Otros proyectos
- Wikimedia Commons contiene imágenes u otros archivos de DR Motor Company